# Vapensköld

Exempel på former hos en vapensköld:
1. Gammal fransk
2. Modern fransk
3. Oval
4. Rombisk
5. Kvadratisk
6. Italiensk
7. Schweizisk
8. Engelsk
9. Tysk
10. Polsk
11. Spansk

Vapenskölden är inom heraldiken den yta på vilken ett eller flera sköldemärken avbildas. Sköldemärket är den centrala komponenten i ett heraldiskt vapen. Vapenskölden är endast en ram. Vilken form den ska ha skiftar från framställning till framställning. Det som är viktigt är att vapenmärket, själva innehållet i skölden, är detsamma vid varje framställning.
Den ursprungliga skölden, som en släkt fört ifrån sitt första framträdande, med sitt märke kallas stamvapen.
En mindre sköld placerad på en större kallas för hjärtsköld och kan innehålla ett separat sköldemärke. I de fall adelssläkters vapensköldar utformas med en hjärtsköld brukar denna i regel återge släktens stamvapen. Om tre sköldar placeras på varandra kallas den mittersta för mittsköld.
Många statsvapen brukar bestå av en vapensköld eller innehålla en sådan.

Schweiz riksvapen visar en vapensköld.
Sveriges riksvapen är ett statsvapen med rangtecken: rangkrona, två sköldhållare som håller upp själva vapenskölden, vapenmantel och ordenskedja.
Cyperns riksvapen där vapenskölden är omgiven av en lagerkrans, som utgör vapnets timbrering.